# Xã Young America, Quận Carver, Minnesota
Xã Young America (tiếng Anh: Young America Township) là một xã thuộc quận Carver, tiểu bang Minnesota, Hoa Kỳ. Năm 2010, dân số của xã này là 715 người.